# 埃迪山口
埃迪山口（英語：Eddy Col）是南極洲的山口，位於特里尼蒂半島，處於霍普灣西南面3公里的泰勒山和布萊德嶺之間，在1955年由英國研究隊測量，現時由南極條約體系管理。